# Erika Toda
Erika Toda (戸田 恵梨香 Toda Erika?, Kōbe, Prefectura de Hyōgo, Japón, 17 de agosto de 1988) es una actriz japonesa.
Ha tenido papeles importantes en algunos dramas japoneses, entre ellos Liar Game, Code Blue, Ryusei no Kizuna, y Keizoku 2: SPEC. También ha tenido papeles secundarios en muchos otros dramas de televisión populares, como Boss, Nobuta wo Produce, Engine, y Gal Circle. En la película Death Note basada en el manga homónimo, interpretó el papel de Misa Amane.

## Vida personal
En 2020 se casó con el actor Tori Matsuzaka, quién fue su coestrella en April fools.
El 28 de noviembre de 2022, su agencia anunció que estaba embarazada de su primer hijo. El 4 de mayo de 2023, dio a luz.

## Filmografía

### Televisión
- Audrey (NHK, 2000), Takino Yoshioka
- Division 1 (Fuji TV, 2004), Sae Imai
- Engine (Fuji TV, 2005), Harumi Hida
- Calling You (2005)
- Zutto Ai Takatta (Fuji TV, 2005)
- Nobuta wo Produce (NTV, 2005), Mariko Uehara
- The Queen's Classroom Especial Parte 1 (NTV, 2006), Ai Ikeuchi
- Gal Circle (NTV, 2006), Saki
- Kiseki no Dōbutsuen: Asahiyama Dōbutsuen Monogatari (Fuji TV, 2006), Sawako Izumi
- Mō Hitotsu no Sugar & Spice (Fuji TV, 2006), Minami Inoue
- Tatta Hitotsu no Koi (NTV, 2006), Yūko Motomiya
- Tsubasa no Oreta Tenshitachi 2 Sakura (Fuji TV, 2007), Haruka Saitō
- Kiseki no Dōbutsuen 2007: Asahiyama Dōbutsuen Monogatari (Fuji TV, 2007), Sawako Izumi
- Hana Yori Dango Returns (TBS, 2007), Umi Nakajima
- Liar Game (Fuji TV, 2007), Kanzaki Nao
- Ushi ni Negai o: Love & Farm (Fuji TV, 2007), Kazumi Chiba
- Yukinojo Henge (NHK, 2008), Namiji
- Kiseki no Dōbutsuen 2008: Asahiyama Dōbutsuen Monogatari (Fuji TV, 2008), Sawako Izumi
- Code Blue (Fuji TV, 2008), Mihoko Hiyama
- Arigato, Okan (KTV, 2008)
- Ryūsei no Kizuna (TBS, 2008), Shizuna Ariake
- Code Blue Shinshun SP (Fuji TV, 2009), Mihoko Hiyama
- Boss (Fuji TV, 2009), Mami Kimoto
- Liar Game: Season 2 (Fuji TV, 2009), Kanzaki Nao
- Kiseki no Dōbutsuen 2010: Asahiyama Dōbutsuen Monogatari (Fuji TV, 2010), Sawako Izumi
- Code Blue 2 (Fuji TV, 2010), Mihoko Hiyama
- Unubore Keiji (TBS, 2010), Yūko Hashiba & Yuri Akishima
- Keizoku 2: SPEC  (TBS, 2010), Tōma Saya
- Taisetsu na Koto wa Subete Kimi ga Oshiete Kureta (Fuji TV, 2011), Uemura Natsumi
- Boss 2 (Fuji TV, 2011), Mami Kimoto
- Kagi no Kakatta Heya (Fuji TV, 2012), Aoto Junko
- SPEC: Zero SP (TBS, 2013), Tōma Saya
- Summer Nude (Fuji TV, 2013), Hanao Taniyama
- Hana no Kusari (Fuji TV, 2013), Satsuki Takano
- Umi no Ue no Shinryōjo (Fuji TV, 2013), Hikaru Hatori
- Mitani Kōki Daikūkou 2013 (WOWOW, 2013), Yuriko Kurashina
- Yokokuhan: The Pain (WOWOW, 2015), Erika Yoshino
- Risk no Kamisama (Fuji TV, 2015), Kaori Kamikari
- Kono Machi no Inochi ni (WOWOW, 2016), Aki Hataeda
- Reverse (TBS, 2017), Mihoko Ochi
- Code Blue 3 (Fuji TV, 2017), Mihoko Hiyama

### Cine
- Death Note (2006) como Misa Amane
- Death Note 2: The Last Name (2006) como Misa Amane
- Tengoku wa Matte Kureru (2007) as Minako Ueno
- Ten Nights of Dream (2007) como Mikiko Yagi
- Arthur and the Minimoys (2007) como La princesa Selenia
- Uni Senbei (2007) como Haduki Matsushita
- L: Change the World (2008) como Misa Amane (cameo)
- Tea Fight (2008) como Mikiko
- Koikyokusei (2009) como Kashiwagi Natsuki
- Goemon (2009) como Tayū Yūgiri
- Amalfi: Megami No 50-Byou (2009) como Kanae Adachi
- Shizumanu Taiyo (2009) como Junko Onchi
- Ōarai ni mo Hoshi wa Furu Nari (2009) como Eriko
- Liar Game: The Final Stage (2010) como Nao Kanzaki
- Hankyū Densha (2011) como Misa
- Andalucia: Revenge of the Goddess (2011) como Kanae Adachi
- Dog×Police (2011) como Natsuki Mizuno
- SPEC: Ten (2012) como Tōma Saya
- SPEC: Close (2013) como Tōma Saya
- April Fools (2015) como Ayumi Nitta
- Kakekomi (2015) como Jogo
- Yokokuhan (2015) como Erika Yoshino
- The Emperor in August (2015) como Reiko
- Death Note: Light Up the New World (2016) como Misa Amane
- La espada del inmortal (2017) como Makie Otono-Tachibanau
- The Day's Organ (2019)
- Almost a Miracle (2019) como Aoi Yoshitaka
- The First Supper (2019)
- Motherhood (2022) como Rumiko

### Vídeos musicales
- Naohito Fujiki "Hey! Friends"
- Yurika Oyama "Sayonara", "Haruiro"
- May "Sarai no Kaze"
- Funky Monkey Babys "Mō Kimi ga Inai"
- Mika Nakashima "Orion"

### Actriz de voz
- Genji: Days of the Blade (Shizuka Gozen) (PS3)
- Arthur y los Minimoys (Princesa Selenia)

### Películas como gravure
- Sweet (primera fecha de lanzamiento 25-12-2002, edición limitada 30-09-2005)
- Note (FDGD-0158, fecha de lanzamiento 25-05-2007)

### Documentales
- NHK BS Premium: Artist Document: Scandal (2012) (narradora)

### Revistas
- Myojo (Shueisha), El número de diciembre de 2006, "Best Friends: Dare mo Shiranakatta Toda Erika Monogatari"

### Álbum de fotos
- Sanwa Mook Naisho na Jumon (enero de 2002)
- Hajimete Kimi to Deatta Natsuyasumi. (noviembre de 2002)
- nature (agosto de 2003)
- Sanwa Mook Umareta Izumi (agosto de 2004)
- Sei Kore Ism 3 (octubre de 2004)
- Erika x Cecil McBee Vivace (abril de 2009)
- Iqueen Vol.7 (marzo de 2012)